# مایرز (مونتانا)
مایرز (به انگلیسی: Myers) یک منطقهٔ مسکونی در ایالات متحده آمریکا است که در شهرستان تریسر، مونتانا واقع شده‌است. مایرز ۸۱۶٫۸۷ متر بالاتر از سطح دریا واقع شده‌است.